# Dinar (Afyonkarahisar)
Dinar (früher auch Geyikli) ist eine Stadt in der Provinz Afyonkarahisar im Südwesten der Türkei mit 26.300 Einwohnern (Stand: Ende 2021). Sie ist das Verwaltungszentrum des gleichnamigen Distrikts und hat 25.178 Einwohner.
Bei einem Erdbeben am 1. Oktober 1995 der Stärke 6,1 auf der Richterskala kamen 94 Menschen ums Leben, 250 wurden verletzt. Die Stadt wurde dabei weitgehend zerstört und in den folgenden Jahren wiedererrichtet.
In Dinar entspringt der Kufi, der südliche Quellfluss des Großen Mäanders. In der Antike hieß der Ort zunächst Kelainai, später Apameia Kibotos und war bekannt für seine Münzwerkstätten.